# Palestyna na Mistrzostwach Świata w Lekkoatletyce 2019
Palestyna na Mistrzostwach Świata w Lekkoatletyce 2019 – reprezentacja Palestyny podczas mistrzostw świata w Doha liczyła tylko jedną zawodniczkę, specjalizująca się w biegach długodystansowych Mayada Al-Sayad.

## Skład reprezentacji

### Kobiety
| Zawodniczka     | Konkurencja | Eliminacje | Eliminacje | Półfinał | Półfinał | Finał   | Finał   |
| Zawodniczka     | Konkurencja | Wynik      | Pozycja    | Wynik    | Pozycja  | Wynik   | Pozycja |
| --------------- | ----------- | ---------- | ---------- | -------- | -------- | ------- | ------- |
| Mayada Al-Sayad | Maraton     | —          | —          | —        | —        | 3:10:30 | 39.     |